# Scleria motleyi
Scleria motleyi är en halvgräsart som beskrevs av Charles Baron Clarke. Scleria motleyi ingår i släktet Scleria och familjen halvgräs.

## Underarter
Arten delas in i följande underarter:
- S. m. motleyi
- S. m. rostrata